# Ржезничек, Йозеф
Йозеф Ржезничек (чеш. Josef Řezníček; 30 ноября 1966, Пльзень, Чехословакия) — чешский хоккеист, защитник. Двукратный чемпион Чехии. С 1 июня 2012 года является руководителем чешской хоккейной Экстралиги.

## Биография
Начал свою карьеру в 1983 году, в команде «Пльзень». В 1985 году на два сезона перешёл в армейский клуб «Дукла Йиглава». В 1987 году вернулся в «Пльзень», за который отыграл следующие 5 сезонов.
С 1992 года сменил много команд, играл в Германии, Финляндии, Франции, а также в чешской Экстралиге за «Оломоуц», пражскую «Спарту» и «Энергию (Карловы Вары)». В 1994 году помог «Оломоуцу» впервые в истории клуба выиграть чемпионат Чехии, а в 2009 году повторил это достижение с командой «Энергия». После победы в Экстралиге сезона 2008/09 завершил карьеру. В январе 2011 года ненадолго вернулся в хоккей, отыграв 3 матча в немецкой лиге за «Кассель Хаскис».
Помимо клубов также выступал за сборные Чехословакии и Чехии (всего 35 игр, 1 шайба), в том числе на чемпионате мира 1991 года (10 игр, 2 передачи).
7 декабря 2008 года стал первым чешским хоккеистом, сыгравшим 1000 матчей в национальном чемпионате.
С 1 июня 2012 года занимает должность руководителя чешской хоккейной Экстралиги.

## Достижения
- Чемпион Чехии 1994 и 2009
- Серебряный призёр чемпионата Чехии 2008
- Бронзовый призёр чемпионата Чехии 2000 и 2004

## Статистика
- Чемпионат Чехии (Чехословакии) — 1035 игр, 493 очка (124+369)
- Сборная Чехословакии — 32 игры, 1 шайба
- Сборная Чехии — 3 игры
- Чемпионат Финляндии — 7 игр, 7 очков (1+6)
- Чемпионат Германии — 80 игр, 54 очка (17+37)
- Чемпионат Франции — 10 игр, 4 очка (1+3)
- Чехословацкая вторая лига — 28 игр, 15 очков (4+11)
- Немецкая вторая лига — 92 игры, 78 очков (32+46)
- Немецкая пятая лига — 3 игры, 6 очков (4+2)
- Кубок Шпенглера — 4 игры, 1 очко (0+1)
- Всего за карьеру — 1294 игры, 184 шайбы